# (10130) Ardre
Pour les articles homonymes, voir Ardre (homonymie).
(10130) Ardre est un astéroïde de la ceinture principale.

## Description
(10130) Ardre est un astéroïde de la ceinture principale. Il fut découvert le 19 mars 1993 à La Silla par le programme UESAC. Il présente une orbite caractérisée par un demi-grand axe de 2,16 UA, une excentricité de 0,03 et une inclinaison de 2,1° par rapport à l'écliptique.

## Compléments